# Heliocarpus donnellsmithii
Heliocarpus donnellsmithii là một loài thực vật có hoa trong họ Cẩm quỳ. Loài này được Rose ex Donn.Sm. mô tả khoa học đầu tiên năm 1901.